# 韩城九郎庙
九郎庙俗称救郎庙，位于中国陕西省渭南韩城市金城大街303号（北段东侧），是祭祀春秋时期晋国赵武、程婴和公孙杵臼的庙宇（韩城为“赵氏孤儿”故事发生地），2003年被列为第四批陕西省文物保护单位，2013年被列为第七批全国重点文物保护单位。

## 历史
九郎庙始建年代不详，元朝至大元年（1308年）重修，明万历、天启及清光绪年间又重修。

## 建筑
建筑坐北朝南，总面积1660平方米，现存前殿和正殿，原山门与戏楼已不存，院东还有孙真人祠前殿、献殿和正阳洞以及三圣庙前殿和献殿。
九郎庙正殿为元代建筑，单檐歇山顶，面阔五间（16米），进深六椽（9米）。外檐柱和前后金柱均有阑额和普拍枋。外檐无补间铺作，柱头铺作为五铺作重栱双下昂，内转五铺作重栱出双抄。殿内梁架彻上露明造。

## 保护
2003年9月24日，韩城九郎庙由陕西省人民政府公布为第四批陕西省文物保护单位，编号4-3-13。
2013年3月5日，韩城九郎庙由中华人民共和国国务院公布为第七批全国重点文物保护单位，编号7-1427-3-725
。